# John Bloor
John Stuart Bloor (16 de junio de 1943) es un empresario británico propietario y fundador la compañía de motocicletas Triumph.

## Biografía
Bloor nació en una pequeña localidad del Condado de Derbyshire, su padre trabajaba en las minas de carbón. De niño sufrió problemas de salud, sus prolongadas ausencias a la escuela, afectaron a su educación. Con 15 años abandonó los estudios y comenzó a trabajar como aprendiz de escayolista para un contratista local. Antes de cumplir los veinte años ya poseía su propio negocio y había construido su propia casa. Bloor Homes, la compañía que fundó Bloor en su juventud es en la actualidad una de las mayores constructoras del Reino Unido, contribuyendo a la exitosa regeneración de la región de East Midlands. En 2002 Bloor Homes se convirtió en la mayor empresa de construcción del Reino Unido propiedad de una sola persona.
En 1983, John Bloor adquirió la marca de motocicletas Triumph, que se encontraba en quiebra. Reorganizó la forma de trabajo y creó un nuevo equipo, aunque utilizando a muchos de los antiguos diseñadores de Triumph. Viajó a Japón con el fin de visitar las plantas de montaje de sus competidores en ese país y adoptar ideas nuevas, así como la forma de trabajo y equipar con maquinaria controlada por ordenador a la nueva planta de la compañía de 40.000 m² que se inauguró en 1991 en Hinckley, Leicestershire. Tras sufrir un incendio en 2002, la fábrica reanudó su producción que se estima en unas 46.000 motocicletas al año.

## Reconocimientos
- En 1995 fue hecho miembro de la Orden del Imperio Británico por sus servicios en favor de la industria del motor en el Reino Unido.
- "Doctor en Leyes" por la Universidad de Leicenter.[6]